# Da Sweet Blood of Jesus
Da Sweet Blood of Jesus es una película de terror estadounidense de 2014 dirigida por Spike Lee acerca de un rico antropólogo que es apuñalado por una antigua daga africana y convertido en vampiro. Lee afirma que la película trata sobre "seres humanos adictos a la sangre" y se ha referido a ella como "un nuevo tipo de historia de amor". Se trata de un remake de la película de 1974 Ganja & Hess (el escritor original Bill Gunn fue acreditado como coguionista junto con Lee). Fue la primera de las películas de Lee en ser financiada a través de la plataforma de microdonaciones Kickstarter y tuvo su estreno el 22 de junio de 2014 en el Festival Estadounidense de Cine Negro como cierre. El 14 de febrero de 2015 fue estrenada en cines y en video bajo demanda.

## Sinopsis
Mientras supervisa la excavación de una antigua civilización, el doctor Hess Greene es apuñalado por una daga africana. Cuando despierta se da cuenta de que por arte de magia sus heridas han sanado completamente, pero poco a poco se entera de su nueva obsesión por la sangre humana.

## Reparto
- Stephen Tyrone Williams es Hess Greene.
- Zaraah Abrahams es Ganja Hightower.
- Elvis Nolasco es Lafayette Hightower.
- Rami Malek es Seneschal Higginbottom.
- Felicia Pearson es Lucky Mays.
- Jeni Perillo es Sahara Paysinger.
- Naté Bova es Tangier Chancellor.
- Katherine Borowitz es la señora Staples.